# LG Telis Finanz Regensburg

Logo

Die LG Telis Finanz Regensburg ist eine Leichtathletikgemeinschaft in Regensburg, bestehend aus den Vereinen DJK Regensburg Nord, LC Pentling, SG Painten, SG Post/Süd Regensburg, SG Waldetzenberg, SSV Jahn Regensburg, SV Lupburg, TSG Laaber, TSV Dietfurt, TV Hemau und DJK Ursensollen.

## Geschichte
Um der zunehmenden Abwanderung von Talenten aus der Region zu den großen Leichtathletikvereinen in Deutschland entgegenzuwirken, schlossen sich am 20. Juli 1970 mehrere Vereine aus Regensburg und der Umgebung zur Leichtathletikgemeinschaft Regensburg zusammen. 1998 wurden die Milchwerke Regensburg als Sponsor gewonnen und die Leichtathletikgemeinschaft nannte sich bis 2007 LG Domspitzmilch Regensburg.
Nach dem Sponsorenwechsel im Jahre 2008 zur Telis Finanz AG heißt sie LG Telis Finanz Regensburg.

## Erfolge

### Deutsche Meisterschaften
- Miriam Dattke: 2019 (Halbmarathon)
- Benedikt Huber: 2016, 2017, 2018 (800 m), 2016 (3 × 1000 m Staffel)
- Corinna Harrer: 2011, 2012, 2013 (1500 m), 2015 (Crosslauf)
- Maren Kock: 2014, 2015 (1500 m)
- Susi Lutz: 2010 (3000 m Hindernis)
- Hermann Magerl: 1972 (Hochsprung)
- Domenika Mayer: 2020 (Crosslauf), 2022 (Marathon), 2023 (Halbmarathon), 2024 (Marathon)
- Florian Orth: 2010, 2016 (3 × 1000 m Staffel), 2012, 2015 (1500 m), 2013, 2014, 2016 (Crosslauf, Mittelstrecke)
- Philipp Pflieger: 2010 (3 × 1000 m Staffel), 2012 (10 km Straßenlauf, 10.000 m Bahn), 2015 (Halbmarathon)
- Felix Plinke: 2010 (3 × 1000 m Staffel)
- Dennis Pyka: 2010 (Marathon)
- Florian Schönbeck: 2000, 2002 (Zehnkampf)
- Steffi Volke: 2011, 2014 (Marathon)
- Michelle Weitzel: 2011 (Weitsprung)
- Manuel Ziegler: 2014 (Dreisprung)

### Deutsche Hallenmeisterschaften
- Corinna Harrer: 2013 (3000 m)
- Florian Orth: 2011 (1500 m), 2013 (1500 m)
- Michelle Weitzel: 2011 (Weitsprung)

### Seniorenweltmeisterschaften
- Susanne Falkenstein: 2003 (800 m), 2003 (4 × 400 m Staffel)
- German Hehn: 2009 (800 m)
- Iris Hill: 2005, 2007, 2009 (Stabhochsprung)

### Seniorenhallenweltmeisterschaften
- Susanne Falkenstein: 2004 (800 m)
- German Hehn: 2006 (1500 m)
- Iris Hill: 2004 (Stabhochsprung)
- Gregor Neumann: 2004 (Stabhochsprung)